# François Quilici
François Quilici, né le 17 novembre 1905 à Ajaccio et mort le 14 janvier 1977 à Paris, est un homme politique français.

## Mandats
- Député d'Oran (1945-1955)[1].